# 二苯甲酰甲烷
1,3-二苯基-1,3-丙二酮（英語：1,3-diphenyl-1,3-propanedione，常用名：二苯甲酰甲烷，缩写DBM) 是一种芳香基间二酮，是乙酰丙酮（acac）的甲基上的氢被苯基取代的衍生物。